# Mahmud Ali Makki
Mahmud Ali Makki (Qena, Egipto, 1929 - 8 de agosto de 2013)
fue un hispanista y arabista egipcio, miembro de la Academia de la Lengua Árabe, miembro correspondiente de la Real Academia de la Historia de Madrid, de la Real Academia de Buenas Letras de Córdoba y de la Real Academia de Barcelona.
Fue subdirector del Instituto Egipcio de Estudios Islámicos en Madrid entre 1956 y 1965. De  1969 a 1971 fue profesor en El Colegio de México y luego catedrático en las Universidades de Kuwait y de El Cairo, fundando en esta última el primer departamento de Lengua y Literatura Hispánicas, del que fue el primer jefe. 
Como arabista, Mahmud Makki editó diferentes textos andalusíes importantes como el Diwan (antología poética) de Ibn Darray de Jaén (1961), Al-Muqtabas de Ibn Hayyan de Córdoba (1973), Al-Zaharat al-mantura de Ibn Simak de Málaga (1982) o Nazm al-yuman de Ibn al-Qattan de Marrakesh (1990), además de publicar, en árabe o en castellano, numerosos estudios sobre literatura e historia de la Hispania musulmana. 
Como hispanista tradujo al árabe obras como La casa de Bernarda Alba de Federico García Lorca (1962), Doña Bárbara de Rómulo Gallegos (El Cairo, 1965), La barca sin pescador y Los árboles mueren de pie, de Alejandro Casona (1965-1966), El pescado indigesto de Manuel Galich (Kuwait, 1969), Simón Bolívar de José Enrique Rodó (El Cairo, 1972), El canto de la gallina de Ramón Solís (1984), El alcalde de Zalamea de Calderón de la Barca (1993), Tres estudios sobre la poesía andalusí de Emilio García Gómez, Dámaso Alonso y María Jesús Viguera Molins (1999) o el primer volumen de las Obras completas de Lorca, con motivo del centenario de su nacimiento (1998), que contiene las Primeras canciones, Canciones, Poema del cante jondo y el Romancero gitano (1998). También tradujo del árabe al español varios textos literarios contemporáneos.  Publicó varios estudios sobre literatura española e hispanoamericana, como La narrativa española contemporánea (Kuwait, 1972), La poesía contemporánea en España e Hispanoamérica (Kuwait, 1973) o Estudios sobre Lope de Vega y Calderón (El Cairo, 1966). 